# Psychotria brevicaulis
Psychotria brevicaulis är en måreväxtart som beskrevs av Karl Moritz Schumann. Psychotria brevicaulis ingår i släktet Psychotria och familjen måreväxter. Inga underarter finns listade i Catalogue of Life.